# Баланс сил (геополітика)
Бала́нс сил (англ. balance of power; нім. Mächtegleichgewicht або нім. Gleichgewicht der Kräfte) — ситуація в міжнародних відносинах, коли існує паритет або стабільність між сторонами. Поняття балансу сил «описує стан справ в міжнародній системі та пояснює поведінку держав в цій системі». Як поняття міжнародного права для позначення «рівноваги» між націями належить доктрині покликаній завадити посиленню однієї з націй до такого рівня, коли вона диктуватиме свою волю решті.
Принцип балансу сил лежав в основі зовнішньої політики Великої Британії починаючи з пізнього середньовіччя до завершення Другої світової війни. В основному, це означало постійний спротив Британії появі єдиної домінуючої сили (або союзу) в Європі. У випадку загрози появи такої сили Британія долучалась до союзу з наступною за потужністю країною для відновлення рівноваги.
Баланс сил лежить в основі теорії неореалізму. Згідно з цим принципом, держава може вдаватись або до балансування, або прилучитись до союзів сильніших держав. Під час війни вибір між балансуванням та прилученням може бути питання життя чи смерті держави.
Кеннет Волтц, провідний дослідник неореалізму, зазначив у книзі «Теорія міжнародної політики» (англ. Theory of International Politics) що «коли й існує якась особливо політична теорія міжнародної політики, то це точно теорія балансу сил». Однак, це твердження було піддано критиці представниками інших шкіл дослідження міжнародних відносин, зокрема, конструктивістами та політичними економістами.

## Доктрина рівноваги

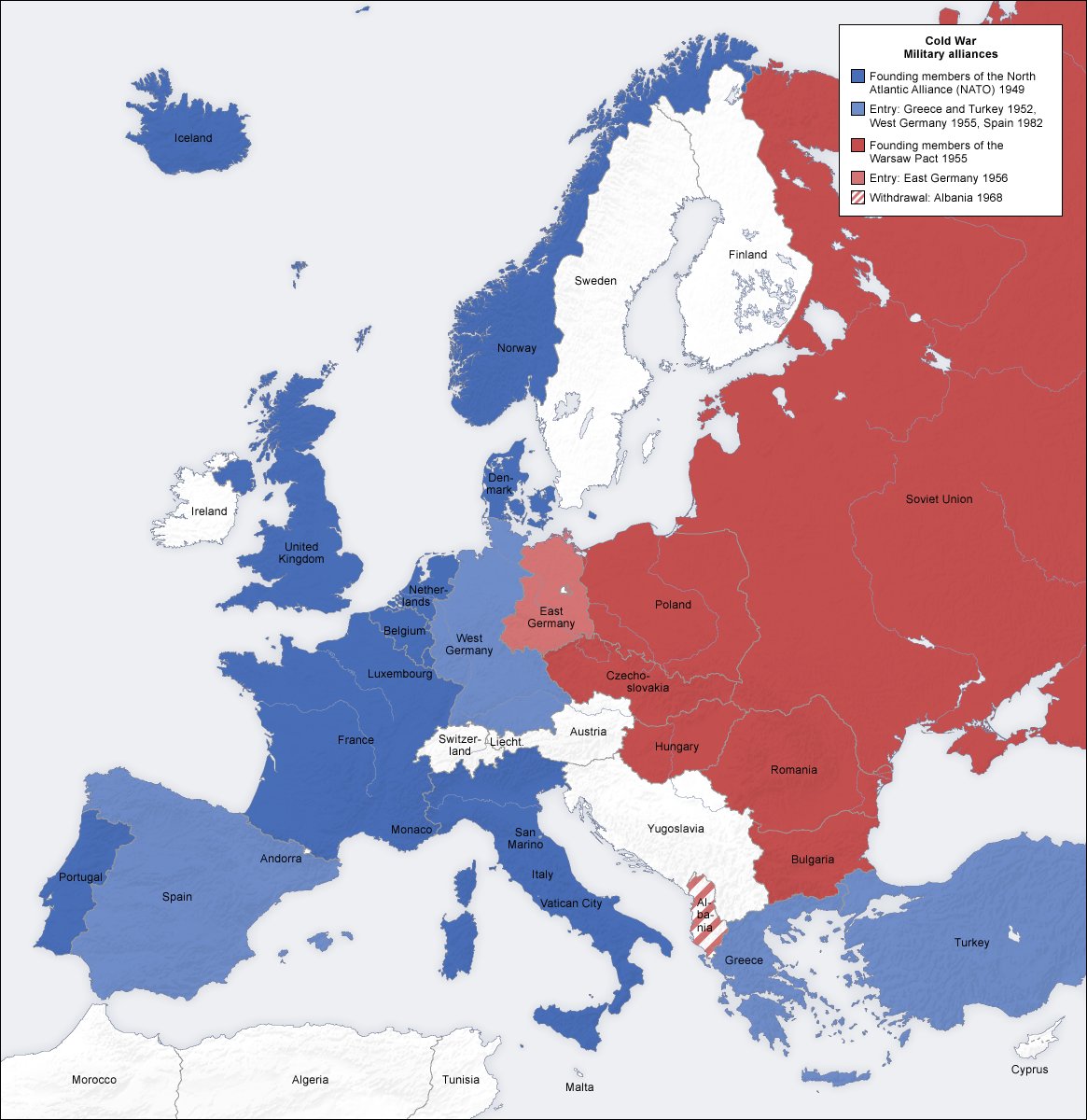
Військово-політичні блоки НАТО та країн Варшавського договору в часи Холодної війни.

Основний принцип встановлення рівноваги політичної влади, як зазначив Чарльз Давенант в «Есе про баланс сил» (англ. Essay on the Balance of Power), старий як історія, та був відомий як прадавнім політичним теоретикам та державним тіячам. По суті, цей принцип випливає із здорового глузду, нажитого досвіду та інстинкту самозбереження.[джерело?]
Точніше, теорія балансу сил має деякі ключові аспекти загальновизнані в літературі. Перш за все, основне покликання держав згідно з теорією балансу сил — забезпечити власну безпеку відповідно до поглядів реалістів. Також держави намагаються відновити рівновагу заради самозбереження. Заради уникнення домінування однієї з держав, інші укладатимуть союзи до відновлення рівноваги.
На думку професора Л. Оппенгайма, рівновага серед націй відіграє вирішальну роль для існування та дії міжнародного права. Якщо держави не в змозі тримати взаємний контроль, домінуюча держава діятиме на власний розсуд та нехтуватиме правом.

## Історія
Ідея збереження балансу сил як свідомої мети зовнішньої політики, відома ще в прадавні часи, відновила увагу до себе в XV столітті серед італійський міст-держав.
Франческо Сфорца, правитель Мілану, був першим, хто активно переслідував політику балансу сил, хоча історики тривалий час невірно приписували першість правителям Флоренції, славу яких оспівували відомі письменники Нікколо Макіавеллі та Францеско Гвічардіні.
Універсалізм, який був основним напрямком розвитку міжнародних відносин в Європі до Вестфальського миру 1648 р., поступився місцем доктрині балансу сил. Поняття набуло особливої ваги після Утрехтського миру 1713 р., коли воно було згадано.
Лише в XVII столітті завдяки Ґроцію та його послідовникам дослідження міжнародного права перетворилось на наукову дисципліну та було сформульовано теорію балансу сил та покладено в основу дипломатії. Згідно з цією дисципліною, європейські держави утворюють щось на зразок федеральної спільноти, в основі існування якої лежить принцип балансу сил. Оскільки всі держави однаково були зацікавлені в збережені балансу, вважалось і правом, і обов'язком кожної держави вдаватись навіть до військового втручання у випадку порушення балансу якоюсь державою спільноти.
Будучи сформульованим, принцип «балансу сил» став аксіомою в політології. Франсуа Фенелон, в «Instructions», ознайомив молодого Людовіка, герцога Бургундського з цією аксіомою. Фрідріх II в «Анти-Макіавелі» проголосив принцип балансу сил світові. 1806 р. Фрідріх фон Гентц повторно висловив принцип в праці «Fragments on the Balance of Power». Принцип балансу сил послужив основою для коаліцій проти Людовика XIV та Наполеона, та приводом і виправданням для багатьох воєн, які трапились в Європі в проміжку між Вестфальським миром 1648 р. та Віденським конгресом 1814 р., особливо з боку Великої Британії (частково включаючи Першу світову війну).
Протягом XIX століття національні повстання змінили мапу Європи та змістили баланс сил. Однак, всі сили дипломатії були скеровані на відновлення балансу сил спотвореного силами, вивільненими Велика французька революція. По завершенню революції та встановленню відносної стабільності стали виникати військові союзи заради збереження миру.

### Англія
Сер Есме Говард писав, що Англія взяла на озброєння принцип балансу сил оскільки для неї він був єдиною можливістю зберегти політичну та економічну незалежність.
Як стверджують історики, в шістнадцятому столітті Англія вела зовнішню політику на збереження балансу між Іспанією та Францією, що стало прототипом нинішньої політики балансу сили: Континентальна політика Англії [після 1525 року] була зафіксована. Англія повинна була бути тихоокеанським посередником, сприятливим до рівноваги, який би мав перешкоджати будь-якій гегемонії на континенті та контролювати узбережжя Каналу. Внутрішня безпека Англії та баланс сил у Європі були двома великими політичними принципами, які з'явилися ще під час правління Генріха VIII і проіснували ще багато років потому.
У 1579 році перший англійський переклад Франсуа Герцеардіні «Стоя д'Італія» («Історія Італії») популяризував італійську теорію балансу сили в Англії. Цей переклад був присвячений Британській королеві Єлизаветі I, де було сказано, що «Бог поклав до ваших рук баланс сили та справедливість, щоб урівнювати та протидіяти, за вашою волею, усім діям та порадам християнських королів вашого часу».
Штатман Річард Кобден назвав баланс сили «химерою» завдяки своєму незрозумілому значенню: «Це не помилка, фейк чи наклеп, це не щось не описане, незбагненне чи нікому не незрозуміле». Єдиний момент на котрому автори балансу сили зійшлися «є у фундаментальній ілюзії, що така система була коли-небудь прийнята країнами Європи». Адже вона передбачає тривале, безперервне, мирне і процвітаюче співіснування. Натомість «протягом століть» Європа була одним великим і тривалим полем бою, з невеличкими інтервалами, для того щоб війська могли набратися сили … ".

Сер Есме Говард писав, що Англія визнала баланс сил як «кусочок англійської політики», несвідомо протягом шістнадцятого, підсвідомо протягом сімнадцятого і свідомо протягом вісімнадцятого, дев'ятнадцятого та двадцятого століть, тому що для Англії це був єдиний план збереження власної незалежності, політичної та економічної ". Однак після приходу Другої світової війни Едвард Карр встановив, що сьогодні баланс сил погано зберігає незалежність Англії:
"Розмір одиниць, які ефективно підраховують у міжнародній політиці, постійно зростає. У Європі більше немає місця для тих трьох чи чотирьох впливових і сильних країн. Більш-менш рівномірне суперництво дозволило Великій Британії в минулому забезпечити себе політикою балансу влади. У останні роки було висловлено чимало дурниць щодо балансу сили. Але плутанина думок, яка виникла внаслідок спроби визначити її як морально-комплексну політику, була менш серйозною, ніж сум'яття, яке випливало з припущення, що це політика, яку можна застосувати завжди і за будь-яких обставин. І військовий підхід є причиною чому баланс сили в Європі безнадійно розвалився … .Можливість відновлення балансу перестала існувати після 1919 року; британська політика, заснована на хибній позиції, закінчилася катастрофою.
У 1941 році Вінстон Черчілль був підданий критиці його суперником Адольфом Гітлером за його прихильність до балансу сил:
"Черчілль — це людина з застарілою політичною ідеєю «європейського балансу сили». Вона більше не належить до сфери реалій. І все-таки через ці забобони Черчілль підбурив Англію до війни.
В іншому випадку він додав: Без вермахту «по Європі пройшла б хвиля, яка б не брала до уваги цю смішну британську ідею „балансу сили в Європі“, через її банальність і дурну традицію»
Насправді Вінстон Черчілль незабаром прийняв подібну думку: «наші російські друзі та союзники, — виголосив він у 1946 році, — найбільше захоплюються силою і найменше поважають військову слабкість. З цієї причини стара доктрина балансу сили не має сенсу. Якщо Західна демократія не буде стояти разом, то справді катастрофа може нас не оминути. Якщо ж населення англомовних країн співдружності буде додано до такого ж у Сполучених Штатах з усім, що передбачає таке співробітництво: співпраця в повітрі, на морі, по всьому світу, в науці та промисловості. Якщо в моральній силі не буде тремтіння, нестабільного балансу сил, які б дали волю амбіціям, тоді існуватиме міцна гарантія безпеки».

### Історичні докази проти теорії балансу сил та її наслідки
В спробі спростувати теорію балансу сил деякі реалісти вказували на випадки в міжнародних системах, відмінних від сучасної Європи, де балансування не відбулося і це спричинило виникнення гегемона. Вільям Вольфорт, Річард Літт і Стюарт Кауфман, вказують на нездатність державних підрозділів врівноважити Ассирію в першому тисячолітті до н. е.; балансування грецьких держав-наступниць Олександра Македонського з Римом; воюючі держави збалансувати династію Цинь та ще п'ять династій у стародавньому Китаї.
Це крос-культурне дослідження робить висновок: «Враховуючи те, що версії теорії, яку ми тестуємо, є універсальною у своїх твердженнях гегемонія веде до рівноваги і це ми можемо споглядати через цілі століття. Вибір випадків не має значення. Будь-який значний контрприклад фальсифікує загальну претензію, а вісім таких прикладів взагалі зруйнують його».

Вольфорт, Літтл і Кауфман стверджують, що системна гегемонія, ймовірно, відбувається за двома загальноприйнятими історичними умовами: спочатку коли гегемон розвиває здатність втілювати та ефективно управляти завойованими територіями і друге, коли кордони міжнародної системи залишаються стабільними, і ззовні системи не з'являються нові великі сили. Генрі Кіссінджер, історик за фахом, зазначив, що "теорія балансу сил часто складає враження природної форми міжнародних відносин. Насправді системи рівноваги влади досить рідко зустрічалися в історії, однак, виходячи з цих рідкісних випадків, багато реалістів "піднімають факт існування … в основний принцип світового порядку. Раніше політолог Мартін Уайт зробив висновок з однозначним наслідком для сучасного світу:
«Більшість державних систем перетворювались в універсальну імперію, яка проковтнула всі стани системи. Такі приклади настільки часті, що ми повинні поставити два запитання: чи існує якась система держав, яка не спричинила до створення світової імперії? Чи достатньо свідчень того, що ми повинні очікувати, що будь-яка система держав стане такою? … Можна стверджувати, що кожна державна система може підтримувати своє існування лише на балансі сил, що пізніше по суті нестабільно і, що рано чи пізно її напруженість та конфлікти будуть вирішуватися в монополії влади.»
Ще раніше Квінсі Райт стверджував:
Переважання балансу сили протягом трьох століть на практиці державних діячів не повинно затирати того факту, що впродовж усього часу існування світової історії, де панувала політика балансу сил, чітких правил не було. Баланс сили існував скрізь як свідомий принцип міжнародної політики до 1500 …
Спираючись на приклади стародавніх китайських та римських цивілізацій, Квінсі Райт додав:
Баланс сили у минулому мав тенденцію, до зменшення кількості залучених держав та до менш частих але більш руйнівних воєн, у зв'язку з тим, що сам процес виглядав як завоювання менших держав більшими державами.
Період після закінчення холодної війни також є аномалією для теорії балансу сили. Руссо визначив теоретичну межу, наскільки можливо змінити баланс сил: "Чи можна вважати, що дві або три могутні держави можуть укласти угоду про підпорядкування решти? Якщо це так, то ці три держави, якими б вони не були, не матимуть половини влади всієї Європи "[32]. Протягом двох з половиною століть лише однаа могутня держава мала половину всієї влади світу, включаючи Європу. У 2008 році військові витрати Сполучених Штатів, включаючи додаткові витрати, перевищили обсяги усіх інших країн світу.
З 2000 року основоположник неореалізму Кеннет Вальс зізнався, що «сучасний стан міжнародних відносин є неприродним». «Ясно, що щось змінилося». Вольфорт, Літл і Кауфман здійснили згадане історичне дослідження і справилися з так званою «загадкою» однополярної стабільності. У ще одній своїй роботі Річард Літл пише: "Події з кінця «холодної війни» «створюють потенційну аномалію» для цієї теорії, оскільки результат «залишив Сполучені Штати єдиною супердержавою в однополярному світі і головною головоломкою для реалістів. Як факт, однополярність не спровокувала глобальної тривоги для відновлення балансу сил».
На такій же аномалії наголошувало сімнадцять інших експертів: Стівен Уолт, Рендалл Швалер, Сяою Пу, Джон Ікенберрі, Роберт Папе, Джек С. Леві, Вільям Р. Томпсон, Джон Льюіс Геддіс, Девід О., Кемпбелл Крейг, Фейєр Закарія, Джон М., Оуен, Майкл Мастандануо, Томас С. Мул, Девід Х. Сакко та Террі Наррамор.
Фарид Закарія також цікавився: «Чому ніхто не вступає проти Сполучених Штатів?». Джон Ікенберрі разом з Джоном М. Оуеном задають таке ж питання. Видатний історик «холодної війни» Джон Льюіс Геддіс, виступає з більш загальним питанням та відповіддю: «Чи слабкі завжди об'єднуються проти сильних?» «Теоретично, так, але на практиці та в історії не обов'язково». Одне з питань яке часто випливає у Політології: " чому досі не існує антиамериканської коаліції, незважаючи на переважне панування Сполучених Штатів з кінця «холодної війни» «. Французькі та китайські чиновники публічно засуджують „панування США“ і прагнуть до» багатополярності ", але утримуються від формування противагової коаліції. «Риторично, лідери та громадські організації хочуть, щоб Сполучені Штати були збалансовані, але на сьогодні такого балансування майже не існує. Французький академік Мішель Вінкок сказав: Раніше, ми могли казати, що ми на американській стороні. Але не зараз. Зараз не існує противаги». Два американських неоконсервативних мислителя Роберт Каган і Вільям Крістол цілком погоджуються: " Сьогоднішня міжнародна система побудована не навколо балансу влади, а навколо американської гегемонії ".
Крістофер Лойн опублікував дві статті які стосувалися ситуації у період після «холодної війни»: "Уніполярна ілюзія « та „Однополярна ілюзія, що повторюється“ (2006). Перша прогнозувала неминучу антиамериканську рівновагу як очікуваний баланс сили, а друга пояснювала чому теорія балансу сили неправильна».

## Реалізм та балансування
Теорія балансу сили є основним принципом як класичної, так і неореалістичної теорії та спрямована на пояснення формування союзу. Через неореалістичну ідею анархізму в результаті міжнародної системи, держави повинні забезпечити їх виживання, підтримуючи або збільшуючи свою владу в світі. Держави, які не мають влади намагаються запобігти виникненню потенційного гегемона, балансуючи проти нього. За словами Кеннета Вальца, засновника неореалізму, « Політика балансу сил переважає усюди де є дві держави і тоді виконуються дві вимоги:
1.Цей порядок буде анархічним.
2. Вони будуть населені одиницями, які бажають вижити».
Вони можуть це зробити або шляхом «внутрішнього балансу», коли держава використовує внутрішні зусилля, такі як перехід до підвищення економічної спроможності, розробка розумних стратегій та підвищення військової сили або через «зовнішнє балансування», що відбувається, коли держави приймають зовнішні заходи щоб підвищити рівень безпеки шляхом пошуку союзників.

## Балансування проти перегонів
Держави вибирають баланс сил з двох причин. По-перше, вони отримують шанс вижити, якщо вони не зможуть приборкати потенційного гегемона перш ніж він стане занадто сильним і злитися з ним проявивши довіру його подальшій доброзичливості. По друге, приєднання до слабкої сторони збільшує ймовірність того, що новий член матиме вплив у рамках альянсу.
Реалісти стверджують, що балансування полягає в тому, що держави стають союзниками проти переважаючої сторони з метою отримання принаймні невеликої частини здобичі війни. Звідси випливає, що чим слабша держава, тим більша ймовірність того, що усі її дії не мають кінцевої мети — збалансування сили, оскільки вони мало впливають на результат, тому їх основне завдання полягає у виборі виграшної сторони.

## Ланцюгові мережі
Ланцюгові мережі вибудовуються тоді, коли безпека однієї з держав альянсу тісно пов'язана із безпекою іншої держави-партнера, що означає, що будь-яка атака на твого союзника є еквівалентом нападу на тебе. Це ще один аспект теорії балансу сил, за допомогою якого менші держави можуть бути втягнені у стан війни, навіть без бажання бути її учасником.

## Наступальний і оборонний реалізм
Оборонний реалізм
Оборонні реалісти вважають, що у разі якщо будь-яка держава стане надто сильною (гегемоном), інші держави об'єднають свої військові формування і утворять коаліцію для установлення балансу.

#### Наступальний реалізм
Наступальні реалісти вважають, що країни яким загрожує небезпека зазвичай об'єднуються проти своїх ворогів, однак, вони також стверджують, що таке протистояння часто є неефективним, і ця неефективність дає можливість розумному агресору скористатися слабкістю своїх супротивників.
Наступальні реалісти вважають, що внутрішні заходи для підтримування балансу сили, такі як збільшення оборонних витрат, призов до війська, є певною мірою ефективними, оскільки існують, як правило, значні обмеження на кількість додаткових ресурсів, які можуть бути використаними проти агресора.

## Баланс загрози
Теорія балансу загроз є відгалуженням теорії балансу сил, створеної 1985 року Стівеном Уолтом у спробі пояснити, чому балансування проти зростаючих гегемонів не завжди було послідовним в історії. На відміну від теоретиків традиційного балансу сил, Уолт стверджує, що держави балансують проти загроз, а не лише проти влади. "Теорія балансу сил не є неправильною, вона просто неповна. Влада є одним із чинників, що впливає на схильність до рівноваги, однак вона не єдина і не завжди найважливіша «. Теорія визнає, що сила є надзвичайно важливим фактором рівня загрози і також включає географічну близькість, наступальні можливості та наміри.

## М'який баланс
М'який баланс у перше був з'явився у 2000-х роках, щоб впоратись з поточною аномалією однополярного незбалансованого світу.
Томас Моул та Девід Сакко описують „м'яке балансування“ як „балансування“, що взагалі не балансує». Ці теоретичні напрацювання є контрпродуктивними, оскільки реалізм та уніполярність є сумісними, а структурний реалізм розробляє комплекс гіпотез однополярного світу: "Вчені не повинні відчайдушно шукати ознаки балансування, їм не потрібно зм'якшувати балансування за межами пізнання і вони не повинні стояти на світанку нового багатополярного світанку.
Кемпбелл Крейг пояснював розробку теорії м'якого балансування через триступеневу модель Томаса Куна, коли наукові спільноти реагують на аномалії, які не відповідають основним теоретичним прогнозам:
1. Провідні теоретики, націлені на стандартні тлумачення, що дозволяє їм домінувати у своїй сфері, спочатку заперечують, що існує аномалія; як мінімум, це «блік», неважливий або перехідний фактор. Спочатку структурні реалісти заперечували, що така однополярність є стійкою і передбачали її швидку смерть. Вальс, Мерсхаймер та Лейн спрогнозували, що на початку 1990-х, з'являться нові сили для балансування з США.
2. Зважаючи на те, що сприйняття цієї аномалії є невідкладним, теоретики намагаються переосмислити або змістити свої теоретичні очікування. Такі дії необхідні їм для того, щоб стверджувати, що аномалію дійсно можна пояснити їхньою оригінальною теорією, навіть якщо їхні попередні праці заперечували її. Зовсім недавно багато структурних реалістів визнали існування однополярності або, принаймні, визнали відсутність традиційного балансу проти США, але змінили стандартні визначення балансування поведінки, щоб узгодити це з теорією балансу сил. Таким чином, Мірсхаймер запропонував, щоб Іран і Північна Корея балансували, навіть незважаючи на те, що «баланс» не видно.
3. Група молодих вчених, що є малокомпетентними у старій теорії, розробили нове тлумачення, яке не тільки пояснює аномалію, але й ставить її у центр теорії. Ця нова теоретична інтерпретація замінює стару і стає новою «парадигмою» для послідовного дослідження. Таким чином, Роберт Папе, Т. С. Павло та Стівен Уотт визнають, що традиційне балансування не відбувається, проте стверджують, що суперники США займаються «м'яким балансуванням».

## Багатозначність
Це ланцюговий зв'язок, або результат створеного державою системи, в якій незалежна держава, як і її суверенні члени, може вільно приєднатися або утримуватися від вступу в альянси, оскільки кожен прагне максимально збільшити свою безпеку та просувати свої національні інтереси.

## Переважання влади
Переважання влади було запропоновано як альтернатива балансу сил після Другої світової війни. У своїй статті 1940 року «Війна, мир і баланс сил» Ф. Шуман включив главу «Необхідність переважання влади». Вона стверджувала:
Переважання влади […] залишатиметься цілком недосяжним, якщо союзники не виграють нинішню війну і Сполучені Штати беруть на себе відповідальність, яка відповідає його могутності — війні, миру після війни та у підтримці нового порядку після миру. Необхідна перевага влади навряд чи вийде з будь-якої міжнародної комбінації, крім постійного союзу Сполучених Штатів, Британської Співдружності Націй та Французької Республіки, разом з латиноамериканськими державами та європейськими демократіями, які можуть приєднатися до такої коаліції, якщо вона буде стабільна та довговічна, то могла б покласти край світовому балансу сил і змусити зовнішні сили відмовитися від гри силової політики. Жодна інша коаліція в даний час, не має такої перспективи.
У 1941 році Альфред Вогц написав статтю під назвою «Сполучені Штати та баланс сил», в якій він згадав слова Томаса Джефферсона:
Я бажаю, щоб усі держави змогли відновити і зберегти свою незалежність; щоб ті держави, що стали могутніми, не виходили за межі своєї влади, щоб між народами зберігся благополучний баланс і щоб наш мир, торгівля та дружба зростала серед усіх….
У 1942 р. Роберт Штрауш-Хуп зробив висновок, що «в інтереси Сполучених Штатів не менші, ніж людства», що Сполучені Штати повинні бути єдиним «ядром географічної влади», з якого здійснюється «балансувальна та стабілізуюча» арбітражна сила. Це «прокладе шлях до нового і універсального порядку».

У тому ж році в журналі «Life» Джозеф Торндайк розповідає про те, що «багато спостерігачів» шукають « владу переважання у повоєнному світі», щоб замінити баланс сил:
Баланс сил дійсно є тимчасовою (або неприйнятною) політикою європейських держав. Але це не єдина політика, яка була історично успішною. Влада в Римі була переважаючою владою. Є багато спостерігачів, які вважають, що США та Британська імперія, діючи разом, зберігають переважну владу у повоєнному світі. 
Проте Торндайк в тій же статті 1942 року додав, що багато хто може запитати, чи з роками Росія і Китай «не будуть конкурувати з англо-америкою». Наступного року засновник Пан'європейського Союзу Річард фон Куденхоф-Калергі також натякнув на приклад двох століть «Pax Romana», який, як він стверджував, можна було б повторити на основі переважної американської авіаційної влади і між регіональної організації:
В кінці війни переважаюча сила виробництва американських літаків буде стала фактом … Рішення проблеми … в жодному разі не є ідеальним, ані навіть задовільним. Але це незначне зло, в порівнянні з альтернативою кількох конкуруючих повітряних сил, що борються один з одним … у війнах, спрямованих не на завоювання, а при повному знищенні всіх ворожих міст і земель … Цю небезпеці може лише запобігти повітряна перевага якоїсь об'єднаної сили … Це єдина реальна надія на довготривалий мир … 
У тому ж році Натаніел Пейфер критикував ідею переважаючої влади:
Якими б не були тенденції та нахили, слід підкреслити, що, якщо Америка прагне диктувати іншим державам свої дії та політику, вона може це зробити лише шляхом збереження переваги влади, яка виявляється в продовженні політичного та економічного контролю …
Піффер закінчуючи свою статтю рекомендує у післявоєнний період переважаючу силу наступального виду підтримати загальним національним зусиллям: Сполучені Штати потребують «більшого постійного військового устрою», альянсів з іншими державами, які мають спільні інтереси та альянс з Великою Британією, яка буде не тільки оборонною, але і «прямим, безумовним союзником». Це означає повномасштабну владну політику до якої вона «повинна бути пристосована, і підпорядкована всім іншим у житті нації».

24 вересня 1946 р. Спеціальний радник Трумена Кларк М. Кліффорд подав доповідь «Американські відносини з Радянським Союзом …», що підтримує за переважаючу владу:
Радянському уряду має бути очевидним, що наша сила буде достатньою, щоб відбити будь-яку атаку і достатньо, щоб рішуче перемогти СРСР, якщо би почалася війна. Перспектива поразки є єдиним надійним засобом стримування Радянського Союзу.
У ранній «холодній війні» держсекретар США Декан Ачесон поєднував поняття «переважання» та «перемога». За його словами, Сполучені Штати повинні були бути «локомотивом на чолі людства», тоді як решта світу буде в останньому вагоні.
Стверджуючи, що рівновага має важливе значення для справедливості, Рейнхольд Нібур стверджував, що «ніщо інше, як переважаюча влада в некомуністичному світі, може зберегти мир».
Мелвін Лефлер описує стратегію США впродовж холодної війни як стратегію переваги. У минулому році він підсумував: «За підтримки стратегічного переважання Сполучені Штати об'єднували і переозброїли євразійські промислові райони, підняли євразійську периферію і відмовилися від» залізної завіси ".
Вже під час «холодної війни» деякі вчені підкреслювали, що така картина відповідає переважаючій владі, а не балансуючій владі. Баланс сил передбачає такий розподіл влади в системі, що жодна держава не переважає. У цьому сенсі, протягом періоду 1945—1965 рр., Якщо «існувала якась загроза загальному балансу сили це було зі сторони Сполучених Штатів, а не зі сторони Радянського Союзу.

Стівен Уолт спостерігав у 1980-х роках, що більшість держав, у тому числі всі розвинені держави, сперечаються з переважаючою владою, а балансують проти неї. Відзначаючи цю „аномалію“, Уолт запропонував гіпотезу рівноваги загрози:
На перший погляд, цей результат, судячи з усього, суперечить твердженню, що держави вибирають партнерів по альянсу, щоб балансувати проти найсильніших. Зосередившись виключно на сукупній владі, ми сподіваємось, що більшість держав стане союзниками Радянському Союзі, щоб протистояти Сполученим Штатам. 
У 1986 році, все ще не передбачаючи кінця „холодної війни“, Збігнєв Бжезінський підкреслив історичну унікальність поточного періоду щодо переважання влади.
У одразу після „холодної війни“ Лефлер висловився за те, щоб Сполучені Штати продовжували свою стратегію „переваги влади“. Крістофер Лейн стверджує, що переважання влади було передовою стратегією США в ході холодної війни та після закінчення холодної війни.
Лейн з початку періоду після закінчення холодної війни сподівається, що переважаюча влада приведе до противаг. Він вважає, що „це була біполярна структура післявоєнної системи, яка дозволила Вашингтону успішно розпочати стратегію переваги“ і тим самим пригнічувати появу інших великих держав. Але таке переважання влади, яке підходить біполярному світу, можуть видатися досить загрозливим в однополярному світі». Через ці структурні фактори «американська стратегія переваги приречена на провал» ; це «змусить інші держави збалансувати проти Сполучених Штатів».

Проте, скасовуючи наукову загальноприйняту мудрість, нинішня переважаюча влада, здається, знецінює противагу, яка є далекою для дослідження міжнародних відносин. В умовах переважання американської влади та відсутності рівноваги влади Вільям Вольфорт пояснює мирність і стабільність сучасного світового порядку. Жоден розподіл влади не виключає війни. «Чим більшою є перевага влади, тим ймовірнішим є настання стану війни». 
Переважаюча влада збирається замінити неореалізм балансу сил і стати домінуючою маркою американського реалізму в найближчому майбутньому. Однаполярність є надто центральною проблемою для неореалізму, особливо тому, що впевнені прогнози його раннього загибелі виявилися невірними, а розрив між США та іншими конкурентами продовжує зростати.
Очікуючи антиамериканського балансування, Валц намалював аналогію: «Як натура потребує вакууму, так міжнародна політика жадає незбалансованої сили».

Крейг перефразував:
«Переважання влади» — це твердження, що майбутні конкуренти мають сильні стимули прийняти статус-кво американської першості, а не намагатися скасувати однополярний порядок … Аргумент … відрізняється від детерміністичних тверджень деяких структурних реалістів про те, що баланс влади повториться.
Стратегія національної безпеки США 2002 року неодноразово використовує термін «баланс сил», що сприяє свободі. Автор «Переважання влади …» (1992) Мелвін Лефлер: «Баланс влади історично пов'язаний з еволюцією державної системи Вестфалії» і передбачає рівновагу, тоді як адміністрація Буша прагне до гегемонії ".
За словами Лефлера, Буш використовував баланс силової лексики з метою інтеграції традицій з гегемонічною дилемою. Врешті-решт, пояснення того, що означає «баланс сил, що сприяє свободі», був виключений «Стратегіями національної безпеки і оборони США 2018 року»: Пентагон забезпечує Сполучені Штати залишалися «переважною військовою силою в світі», а регіональні " баланс сил залишається на їхню користь «.»
Президент Росії Володимир Путін поскаржився: «Замість того, щоб встановити новий баланс сил … вони [Сполучені Штати] вжили заходів, які кинули [міжнародну] систему на різкий і глибокий дисбаланс».
Роберт Каган: Сполучені Штати стали «все більше і більше балансом сил усієї земної кулі». У 1941 році економіст Національної комісії планування ресурсів Отто Т. стверджував, що «доля пропонує Сполученим Штатам остаточний баланс сил і ресурсів у світі після війни». Колін Грей назвав свою статтю запитанням: «Де знаходиться баланс влади?» Один з його розділів говорить про те, що «Сполучені Штати — це баланс сил».